# Paracnephia gladiator
Paracnephia gladiator är en tvåvingeart som beskrevs av Dudley Moulton och Adler 2004. Paracnephia gladiator ingår i släktet Paracnephia och familjen knott.
Artens utbredningsområde är Western Australia. Inga underarter finns listade i Catalogue of Life.